# Томпсон, Джоан
Джоан Томпсон (англ. Joanne Thompson; 2 июля 1960, Сент-Джонс, Ньюфаундленд и Лабрадор, Канада) — канадский политический и государственный деятель. Член Либеральной партии Канады. Министр рыболовства, океанов и береговой охраны (с 14 марта 2025 года), министр рыболовства (с 13 мая 2025 года).

## Биография
Джоан Томпсон родилась и выросла в канадском городе Сент-Джонс (Ньюфаундленд и Лабрадор). В юности работала волонтёром в больнице Сент-Клэр. Затем, пройдя обучение, работала дипломированной медсестрой, одновременно учась в Мемориальном университете Ньюфаундленда. В 1990 году покинула сферу общественного здравоохранения и вместе с мужем сосредоточилась на создании семейного бизнеса, работая на двух работах и одновременно обучаясь на геммолога. До прихода в политику занимала должность исполнительного директора общественного медицинского центра The Gathering Place,, обслуживающего уязвимые слои населения в центре Сент-Джонса. Получила степени бакалавра сестринского дела в Университете Атабаски и степени магистра геммологии в Геммологическом институте Америки, а также степень магистра делового администрирования в области социального предпринимательства в Университете Фредериктона.
20 сентября 2021 года по итогам парламентских выборов победила в округе Восточный Сент-Джонс, набрав около 43 % голосов (её основная соперница, кандидатка от Новой демократической партии Мэри Шортолл, получила около 35 %).
20 декабря 2024 года премьер-министр Джастин Трюдо произвёл значительные кадровые перемещения в своём правительстве, в числе прочих мер назначив Джоан Томпсон министром по делам пожилых.
14 марта 2025 года при формировании правительства Карни получила портфель министра рыболовства, океанов и береговой охраны.
13 мая 2025 года премьер-министр Марк Карни произвёл по итогам парламентских выборов масштабные перестановки в Кабинете, в результате которых должность Томпсон переименована в министра рыболовства.

## Личная жизнь
Живёт в Сент-Джонс-Ист со своим мужем и имеет троих взрослых детей.